# Свечников, Василий Николаевич
Васи́лий Никола́евич Све́чников (25 декабря 1890  [6 января 1891], Козьмодемьянское, Вятская губерния — 20 августа 1981, Киев) — советский учёный-металловед и педагог.
Доктор технических наук (1936), профессор (1935). Академик АН УССР (22 февраля 1939).
Лауреат Госпремии УССР в области науки и техники (1980).

## Биография
Родился 25 декабря 1890 (6 января 1891) в селе Козьмодемьянское в семье сельского учителя.
Окончил Елабужское реальное училище, в 1917 — Петроградский политехнический институт.
В 1917—1925 годах работал на Надеждинском металлургическом заводе. В 1925—1929 годах в Днепропетровске заведующий металлургической лаборатории металлургических заводов.
Значительным событием явилась его публикация 1928 года «Азот в техническом железе», перепечатанная во французских, американских и немецких журналах.
В 1929—1931 годах преподавал в Донском политехническом институте, в 1931—1941 годах заведующий кафедрой металлографии и термической обработки Днепропетровского металлургического института, в 1945—1960 годах профессор Киевского политехнического института. Одновременно работал в Институте чёрной металлургии АН УССР (1940—1953), заведовал отделом в Институте металлофизики АН УССР (1953—1975).
Скончался 20 августа 1981 года. Похоронен на Байковом кладбище (участок № 33).

## Награды
- орден Ленина (15.01.1971)
- 2 ордена Трудового Красного Знамени (1948; 1961)
- орден Дружбы народов (05.01.1981)
- орден «Знак Почёта» (1967)
- медали
- Заслуженный деятель науки и техники Украинской ССР (1951)

## Комментарии
1. ↑  Ныне — с. Бабино, Завьяловский район Удмуртии[3].